# Рок, Клеман-Эмиль
Клеман-Эмиль Рок (фр. Clément-Émile Roques; 8 декабря 1880, Гроле, Франция — 4 сентября 1964, Ренн, Франция) — французский кардинал. Епископ Монтобана с 15 апреля 1929 по 24 декабря 1934. Архиепископ Экс-ан-Прованса с 24 декабря 1934 по 11 мая 1940. Архиепископ Ренна с 11 мая 1940 по 4 сентября 1964. Кардинал-священник с 18 февраля 1946, с титулом церкви Санта-Бальбина с 22 февраля 1946.